# Junior Etou
Luc Tselan Tsiene Etou, detto Junior (Pointe-Noire, 4 giugno 1994), è un cestista della Repubblica del Congo.

## Carriera
Con la Rep. del Congo ha disputato i Campionati africani del 2009.